# Rui (Gracht)
Ein Rui ist ein offener Kanal (Gracht) für innerstädtische Versorgung und Transporte. Im Mittelalter wurden diese Kanäle auch als Kloaken verwendet, was die Ausbreitung von Epidemien begünstigte.
Im 19. Jahrhundert wurden in vielen Städten, wie zum Beispiel Antwerpen, die Ruien überdacht, was zu einer Reduzierung auf deren Kanal- und Abwasserfunktion führte. Die unterirdischen Gewölbe sind heute oft zu Touristenattraktionen mit Möglichkeiten zu Bootstouren und Kanalwanderungen umfunktioniert worden. Andere Städte wie beispielsweise Brugge oder Amsterdam ließen die Kanäle offen und nutzen sie noch immer als Transportwege. 